# Mitdruckgeschäft
Das Mitdruckgeschäft ist ein zu Zeiten des geteilten Deutschlands von dem Verleger Walter Janka entwickeltes Konzept, bei dem ein gemeinschaftliches editorisches Projekt von DDR- und BRD-Verlagen im Osten gedruckt wurde – allerdings mit zwei verschiedenen Impressen. Damit begann ein später einträgliches Geschäft für die Verlage beider Länder: In Zeiten der Devisenknappheit im Osten wurden so beispielsweise offene Kosten gegenüber Westverlagen beglichen, die durch den Erwerb von Lizenzen für die Veröffentlichung von Autoren, die bei den Westverlagen unter Vertrag waren, entstanden. Das ermöglichte einerseits die Veröffentlichung westdeutscher bzw. westlicher Autoren im Osten – andererseits konnten die Westverlage Bücher im Osten zu niedrigeren Kosten produzieren lassen.